# Мост (фильм, 2008)
«Мост» (нем. Die Brücke) — фильм режиссёра Вольфганга Панцера, снятый в 2008 году по одноименному роману Манфреда Грегора. Ремейк одноименного фильма 1959 года.

## Сюжет
Апрель 1945 года. Дни нацистской Германии сочтены. Небольшой немецкий городок на берегу реки. Семеро шестнадцатилетних подростков из Гитлерюгенда получают приказ занять мост через реку и любой ценой не пропустить через него американские войска. Воспитанные в духе патриотизма к своей родине, юноши полны решимости защищать Германию от врага. Но они даже не подозревают насколько жестока война и ложны их идеалы. Они поймут это слишком поздно, когда пути назад уже не будет…

## Интересные факты
- Премьера фильма состоялась 21 июня 2008 года на мюнхенском кинофестивале в Германии.
- Это вторая экранизация романа. Впервые он был экранизирован в 1959 году немецким кинорежиссёром Бернхардом Викки.
- Фильм был снят в городке Кулдига, на западе Латвии.
- Кулдигский кирпичный мост через реку Вента является вторым по длине среди мостов с кирпичными сводами в Латвии и третьим в Европе.

## В ролях
- Франсуа Гёске — Альберт Муц
- Франка Потенте — Эльфи Бауэр
- Ларс Штейнхёфель — Вальтер Форст
- Даниэль Акст — Юрген Нойхаус
- Александр Бехт — Эрнст Шольтен
- Роберт Хёллер — Клаус Шрёдер
- Тони Дойч — Карл Берман
- Флориан Хепперт — Зиги Линднер
- Паула Шрамм — Паула Финк
- Михаэль Лотт — штандартенфюрер Форст